# Пешо Иванов
Дядо Пешо Иванов е български революционер, деец на Вътрешната македоно-одринска революционна организация.

## Биография
Пешо Иванов е роден през 1843 година в кумановското село Пезово, тогава в Османската империя. Дълги години е кмет на родното си село и междувременно е член на ВМОРО. Загива в сражение на 7 февруари 1905 година, когато заедно с четирима милиционери се притичва на помощ на войводата Константин Нунков при село Кутлибег.